# كيفن شيلدز
كيفن شيلدز (بالإنجليزية: Kevin Shields)‏ هو كاتب أغاني وعازف قيثارة وموسيقي ومهندس الصوت ومنتج أسطوانات وملحن ومغني ومهندس أمريكي، اُشتهر بكونه العضو المؤسس والرئيسي لفرقة الشوغيز الأيرلندية ماي بلودي فالنتاين. ولد في 21 مايو 1963 في كوينز في الولايات المتحدة.

## وصلات خارجية
- كيفن شيلدز على موقع IMDb (الإنجليزية)
- كيفن شيلدز على موقع ميوزك برينز (الإنجليزية)
- كيفن شيلدز على موقع إن إن دي بي (الإنجليزية)
- كيفن شيلدز على موقع أول ميوزيك (الإنجليزية)
- كيفن شيلدز على موقع ديسكوغز (الإنجليزية)
- كيفن شيلدز على موقع قاعدة بيانات الفيلم (الإنجليزية)